# Battaglia dell'Haarlemmermeer
La battaglia dell'Haarlemmermeer (o battaglia di Harlemmeremeer se ci si riferisce alla città locale col medesimo nome), fu uno scontro navale combattuto nel lago salato presso la città di Haarlemmermeer (attuali Paesi Bassi) il 26 maggio 1573, nell'ambito della guerra degli ottant'anni.
Una flotta spagnola della città di Amsterdam (all'epoca leale alla Spagna), comandata dal conte di Bossu, si scontrò con una flotta olandese comandata da Marinus Brandt nel tentativo di raggiungere la città di Haarlem per toglierla dall'assedio. Dopo diverse ore di combattimento, le forze olandesi vennero costrette a ritirarsi.
Sul sito del lago dove si svolse la battaglia, drenato nel XIX secolo, sorge oggi l'Aeroporto di Amsterdam-Schiphol.